# Чистый, Андрей Николаевич
Андрей Николаевич Чистый (30 марта 1983, Ивацевичи, Брестская область) — белорусский футболист, полузащитник.

## Биография
Воспитанник ДЮСШ г. Ивацевичи. В 2000 году дебютировал во взрослом футболе, сыграв два матча в высшей лиге Беларуси в составе брестского «Динамо». В юном возрасте получил тяжёлую травму, из-за которой более чем на год выпал из футбола. В 2003 году вернулся в основу брестского клуба, но тогда не смог закрепиться в команде и спустя год покинул её.
Сезон 2005 года провёл в составе «Гранита» (Микашевичи) в первой лиге, стал лучшим бомбардиром своего клуба с 12 голами. В 2006 году вернулся в брестское «Динамо», где играл ещё четыре сезона. В 2007 году со своим клубом стал обладателем Кубка Беларуси. Участник матчей Лиги Европы.
В 2010—2011 годах снова играл за «Гранит» в первой лиге. После перерыва вернулся в профессиональный футбол в 2014 году, в составе «Кобрина» вышел из второй лиги в первую, но на следующий год клуб вылетел обратно. Во второй половине 2010-х годов футболист играл в любительских соревнованиях на первенство г. Бреста.
Всего в высшей лиге Беларуси сыграл 85 матчей, забил 5 голов (все — в составе «Динамо-Брест»).